# Обуховське
Обу́ховське (рос. Обуховское) — село у складі Комишловського району Свердловської області. Адміністративний центр Обуховського сільського поселення.
Населення — 2395 осіб (2010, 2417 у 2002).
Національний склад станом на 2002 рік: росіяни — 96 %.